# Slag bij Smolensk (1943)
De tweede Slag bij Smolensk (Russisch: Смоленская операция, Smolenskaja operatsija), ook als Operatie Suvorov (Russisch: Операция «Суворов») bekend, (7 augustus - 2 oktober 1943) was een Sovjet-Russische strategische aanvalsoperatie uitgevoerd door het Rode Leger als onderdeel van de zomer en herfstcampagne van 1943. Het werd vrijwel gelijktijdig uitgevoerd met het Dnjepr-offensief (13 augustus - 22 september) en werd geleid door generaal Andrej Jeremenko die het Kalininfront onder zijn bevel had, en Vasili Sokolovski, commandant van het Westelijk Front. Doel was het verdrijven van de Duitsers uit de omgeving van Smolensk en Brjansk. Smolensk was door de Duitsers bezet sinds de eerste Slag bij Smolensk in 1941.
Ondanks de hardnekkige Duitse verdediging was het Rode Leger in staat diverse doorbraken te forceren en enkele grote steden te bevrijden zoals Smolensk en Roslavl. Als gevolg van deze operatie kon het Rode Leger plannen maken voor de bevrijding van Wit-Rusland. Door de hevige Duitse tegenstand bleef de terreinwinst bescheiden.
Hoewel de operatie bij Smolensk op zichzelf belangrijk was, speelde het ook een rol in de Slag bij de Dnjepr.
Geschat werd dat ongeveer 50 Duitse divisies nodig waren om bij Smolensk tegenstand te bieden - divisies die hard nodig waren om te voorkomen dat de Sovjets de Dnjepr in het zuiden zouden oversteken. Tijdens de gevechten kon het Rode Leger de Duitse strijdkrachten ook verdrijven van de belangrijkste route voor een aanval vanuit het westen op Moskou.
Het strategisch offensief bestond uit meerdere operaties:
Spas-Demensk offensief (7 - 20 augustus 1943)
Doechovsjtsjina-Demidov offensief (13 - 18 augustus 1943)
Jelnja offensief (28 augustus - 6 september 1943)
Doechovsjtsjina-Demidov offensief 2e deel (14 september - 2 oktober 1943)
Smolensk-Roslavl offensief (15 september - 2 oktober 1943)
Brjansk offensief (17 augustus - 3 oktober 1943)

## Strategische context
Sinds de Slag om Koersk in juli 1943, had Duitsland het initiatief aan het oostfront verloren. De verliezen waren groot en het leger was minder effectief dan vroeger omdat veel ervaren soldaten gesneuveld waren gedurende twee jaar van gevechten. Het Duitse leger was alleen nog in staat om te reageren op de Sovjets.
Stalin was vastbesloten de bevrijding van bezet gebied voort te zetten, een plan dat zijn eerste grote succes had aan het eind van 1942 met Operatie Uranus, wat leidde tot de bevrijding van Stalingrad. De Slag bij de Djnepr was bedoeld om de bevrijding van de Sovjetrepubliek Oekraïne te bereiken en het zuidelijk deel van het front naar het westen te bewegen. Met het oog op het verder verzwakken van de Duitse verdediging werd de Slag bij Smolensk tegelijk ingezet waarmee Duitse reserves naar het noorden werden getrokken. Beide operaties waren onderdeel van hetzelfde strategische aanvalsplan om zoveel mogelijk Sovjetgebied uit handen van Duitse controle te halen.
Dertig jaar later schreef Maarschalk van de Sovjet-Unie Andrej Vasilevski (hoofd van Stavka in 1943) in zijn memoires dat dit een enorm plan was, zowel wat betreft omvang en gedurfdheid.

### Geografie

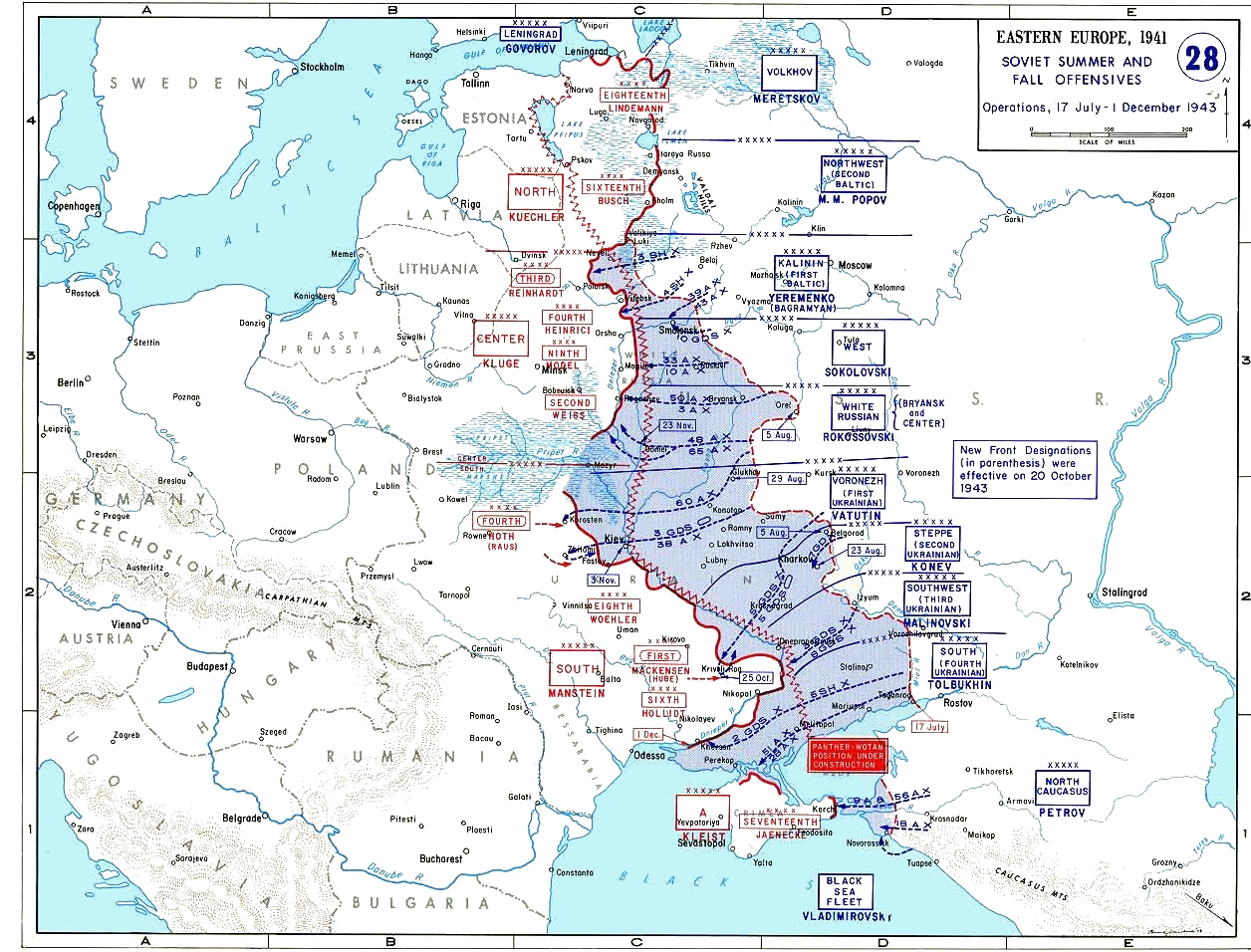
Plattegrond van het gebied met de aanvalsacties.

Het gebied waar het offensief zou plaatsvinden was een enigszins golvende vlakte met enkele ravijnen en grote bossen en moerassen die militaire bewegingen zouden belemmeren. De belangrijkste heuvels zijn 250 - 300 meter hoog en bieden gelegenheid tot verdediging door artillerie. In 1943 was het gebied grotendeels bedekt met berken- en naaldbossen en dicht struikgewas.
Meerdere rivieren stromen door het gebied, de belangrijkste zijn de Donets, Dvina, Dnjepr, Desna, Volost en Oegra. De rivieren zijn niet breed, hooguit 10 - 120 meter, en ook niet diep, 0,5 - 2,5 meter. De moerassige gebieden erlangs zijn echter moeilijk door te komen voor gemechaniseerde troepen. Bovendien is de westoever van de Dnjepr, die door de Duitsers werd gehouden, hoger en steiler dan de oostoever. Er waren weinig bruggen of veerponten beschikbaar.

### Transportmogelijkheden
Voor de Sovjettroepen werd het offensief verder nog bemoeilijkt door een gebrek aan transport in het gebied waar de aanvallen zouden plaatsvinden. Het wegennet was slecht ontwikkeld, verharde wegen waren zeldzaam. Na regenval veranderden ze in modder wat de voortgang van gemotoriseerde troepen flink vertraagde en logistieke problemen opwierp. Het enige belangrijke spoortraject dat beschikbaar stond was de Rzjev-Vjazma-Kirov lijn.
De Wehrmacht beschikte over een uitgebreider netwerk van wegen en spoorwegen, met als knooppunten Smolensk en Roslavl. Deze steden waren belangrijke logistieke centra die snelle bevoorrading en aanvoer van versterkingen voor Duitse troepen mogelijk maakten. De belangrijkste spoorwegen voor de Duitse troepen waren Smolensk-Brjansk en Nevel-Orsja-Mogilev.
Als onderdeel van de planning werden de Duitse spoorverbindingen aangevallen door partizanen, een van de grootste spoorwegsabotageacties in de Tweede Wereldoorlog.

## De strijdende partijen

### Aanvalssector Sovjets

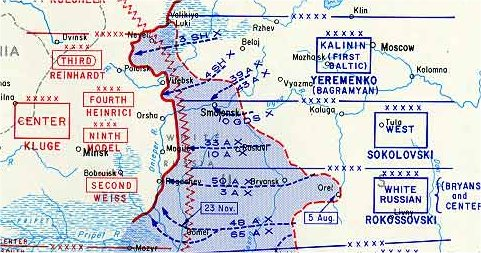
Detail van het Smolensk offensief

In juli 1943 had het Sovjetfront in dit deel van Rusland een inham bij Orjol waardoor de Wehrmacht blootstond aan flankaanvallen vanuit het noorden. Langs de andere delen van het front zou de Sovjetaanval echter niet makkelijk zijn.
Voor de operaties aan het front waren aangewezen de 10e Garde, het 5e, 10e, 21e, 33e, 49e en 68e Leger, het 1e Luchtleger, de 2e Garde Tanks, het 5e GemotoriseerdeKorps en de 6e Garde van de Cavalerie. Het Kalininfront zou voor de acties het 4e, 31e, 39e en 43e Leger en 3e Luchtleger gebruiken.

### Duitse verdediging
Vanwege de vorm van het front werden meerdere divisies van de Duitse Heeresgruppe Mitte langs dit deel van het front gelegerd wegens de vrees voor een grote aanval in deze sector.
Het front had gedurende 4 tot 5 maanden op min of meer dezelfde plek gelegen (en op diverse plaatsen tot 18 maanden), en bezat geografische kenmerken die het geschikt maakten voor een sterk defensieve opzet. De Duitsers maakten daar gebruik van en hadden tijd om verdedigingslinies aan te leggen, soms vijf of zes achter elkaar en in totaal 100 – 130 km breed.
De eerste defensieve zone bestond uit de hoofdverdedigingslinie en een secundaire linie, met een totale breedte van 12 – 15 km, waar mogelijk gelokaliseerd op verhogingen in het terrein. De hoofdlinie met een breedte van 5 km bevatte loopgraven en om de 150 meter vuurposten, onderling verbonden door een communicatienetwerk. Op plaatsen waar tankaanvallen werden verwacht waren de loopgraven in feite een stevige antitankgracht met een steile westkant en voorzien van artillerie en mitrailleurnesten. Aan de voorzijde van de eerste linie bevonden zich een driedubbele prikkeldraadversperring en mijnenvelden.
De tweede linie ongeveer 10 kilometer achter de hoofdlinie bestond uit vuurposten verbonden door loopgraven en beschermd door prikkeldraad. Achter deze linie waren zwaar kaliber kanonnen opgesteld.
Een stuk achter de frontlijn bevonden zich nog enkele defensieve linies, waar mogelijk op de westelijke oever van een rivier. Belangrijke linies waren bijvoorbeeld aangelegd aan de westkant van de Dnjepr en Desna. De belangrijkste stedelijke centra op de linies, zoals Jelnja, Doechovsjtsjina en Spas-Demensk, waren versterkt en gefortificeerd om ze op een mogelijk lang gevecht voor te bereiden. Wegen werden ondermijnd en voorzien van obstakels, vuurposten werden geïnstalleerd in de belangrijkste en hoogste gebouwen.

## Eerste deel (7 – 20 augustus)

### Belangrijkste doorbraak

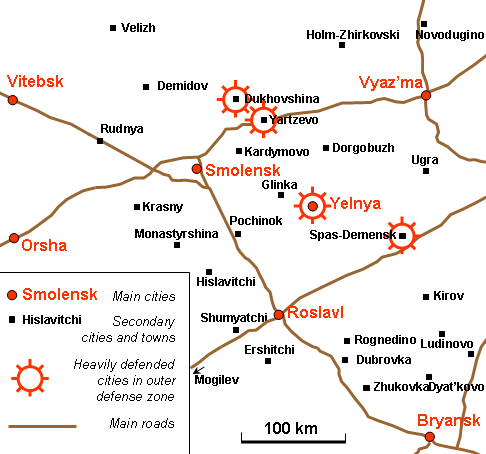
Het gebied bij Smolensk tijdens de slag

Het offensief begon op 7 augustus 1943 om 06:30 (met een voorbereidend bombardement om 04:40) met een doorbraak naar Roslavl. Drie legereenheden voerden het offensief uit: het 5e en 33e Leger en de 10e Garde.
De aanval ontmoette snel zware tegenstand en kwam tot staan. Duitse troepen voerden veel tegenaanvallen uit vanuit goed voorbereide defensieve posities met ondersteuning van tanks, kanonnen en mortieren. Op de eerste dag kwamen de Sovjettroepen slechts 4 km vooruit.
Ondanks hevige aanvallen werd snel duidelijk dat de drie legers niet in staat zouden zijn door de Duitse linies te komen. Sovjetcommandanten besloten daarom ook het 68e leger in te zetten dat eerst in reserve was gehouden. Aan Duitse zijde werden drie extra divisies (2e Pantserdivisie, 36e en 56e Infanteriedivisies) vanuit de Orjol-sector naar het front gestuurd om de Sovjetopmars te stoppen.
De aanval werd de volgende dag hervat met daarbij een poging tot gelijktijdige doorbraak verder naar het noorden, bij Jartsevo. Beide aanvallen werden gestopt door de zware Duitse weerstand. In de volgende vijf dagen maakten Sovjettroepen langzame voortgang door de Duitse verdediging, waarbij ze te maken kregen met zware tegenaanvallen en flinke verliezen leden. Door reservetroepen in te brengen slaagde het Rode Leger erin op 11 augustus 15 – 25 km vooruit te komen.
Volgende aanvallen door bepantserde groepen en cavalerie hadden geen effect en resulteerden in grote verliezen waarna een patstelling ontstond.

### Spas-Demensk offensief
Bij het Spas-Demensk-offensief liep het beter voor het 10e Leger. De Wehrmacht had minder troepen en beperkte reserves in dit gebied zodat het 10e Leger door kon breken en in twee dagen 10 km vooruit kwam.
Het 5e tank korps overgebracht vanuit Kirov en ingezet om de doorbraak te exploiteren faalde, vooral omdat door een slecht georganiseerde luchtverdediging de Luftwaffe tamelijk ongestoord bommenwerpers kon inzetten om de tanks aan te vallen. Het 5e korps leed zware verliezen en moest zich terugtrekken. Sovjettroepen kwamen op 13 augustus uiteindelijk nog 25 km vooruit en bevrijdden Spas-Demensk.

### Doechovsjtsjina offensief
Zoals bevolen door de Stavka (de Sovjet Generale Staf) begon het Doechovsjtsjina-Demidov offensief bijna een week later op 13 augustus. Zoals langs andere delen van het front ontmoetten het 39e en 43e Leger grote tegenstand. Alleen al tijdens de eerste dag deed de Wehrmacht 24 tegenaanvallen, ondersteund door tanks en vliegtuigen.
Sovjettroepen kwamen in 5 dagen slechts 6 – 7 km vooruit waarbij ze de Duitsers grote verliezen toebrachten maar hun eigen verliezen waren ook groot.

### Oorzaken van de patstelling
Half augustus stabiliseerden de Sovjet-acties langs het front bij Smolensk. De resulterende patstelling, hoewel niet echt een nederlaag, was pijnlijk voor de Sovjet bevelhebbers, die meerdere verklaringen gaven voor hun onvermogen om vooruit te komen. Plaatsvervangend hoofd van de generale staf Aleksej Antonov verklaarde:
"We hebben te maken met bossen en moerassen en met toenemende weerstand van vijandelijke troepen, versterkt door divisies die ze vanuit Brjansk lieten overkomen".
Maarschalk Nikolaj Voronov, voorheen lid van de Stavka, analyseerde de situatie in zijn memoires en beschreef wat hij als de acht belangrijke oorzaken zag.
1. Het Oberkommando van de Wehrmacht wist van de plannen en was erop voorbereid.
2. Wehrmacht verdedigingslinies waren zeer goed aangelegd (vuurposten, versterkt door loopgraven, prikkeldraad, mijnenvelden etc.)
3. Diverse infanteriedivisies van het Rode Leger waren onvoldoende voorbereid voor een aanval op een multi-linie verdediging. Dit gold vooral voor de reservedivisies die onvoldoende getraind waren.
4. Er waren niet genoeg tanks ingezet, waardoor de commandanten op artillerie en infanterie moesten rekenen om door de Wehrmachtlinies te breken. Tegenaanvallen en mijnenvelden vertraagden de opmars van de infanterie.
5. De samenwerking tussen regimenten en divisies was verre van perfect. Er waren onverwachte pauzes tijdens aanvallen en bij sommige regimenten de wens om de aanval aan een ander regiment over te laten.
6. Veel Sovjet-commandanten waren te veel onder de indruk van tegenaanvallen en reageerden niet adequaat, zelfs niet als ze een numeriek overwicht hadden.
7. De infanterie gebruikte hun eigen wapens niet goed genoeg, ze vertrouwden te veel op artillerie.
8. Het offensief was uitgesteld van 3 tot 7 augustus waardoor de Duitsers zich beter in gereedheid konden brengen.

Gelet op al deze factoren verlangde Voronov dat de 4e tankgroep en het 8e artilleriekorps van Brjansk naar Smolensk werden verplaatst om daar de aanval te ondersteunen.
De patstelling was uiteraard niet wat de Stavka wenste, maar had in ieder geval één voordeel: ten minste 40% van alle Wehrmachtdivisies aan het oostfront was gebonden bij Smolensk wat de taak voor de troepen bij Koersk en verder naar het zuiden een stuk makkelijker maakte. De Stavka plande het offensief voort te zetten op 21 augustus, maar besloot het even uit te stellen om de Sovjeteenheden tijd te geven tot herbevoorrading en versterking.

## Tweede deel (21 augustus – 6 september)
Rond half augustus was de situatie aan het oostfront veranderd omdat het Rode Leger aan een algemeen offensief bezig was: het Belgorod-Charkiv-offensief (3–23 augustus), de Slag om Koersk (12 juli - 23 augustus), en de Slag bij de Dnjepr in het noorden van Oekraïne. De Wehrmacht ging door met het versterken van hun troepen bij Smolensk en Roslavl en onttrok daarvoor meerdere divisies aan het gebied bij Orjol. Als gevolg hiervan verliepen twee tegenaanvallen van het Rode Leger in de omgeving van Orjol relatief gemakkelijk waardoor een grote saillant ten zuiden van Smolensk en Brjansk ontstond.
In deze situatie werd de oorspronkelijke aanvalsrichting naar het zuidwesten, tegen Roslavl en Brjansk, minder nuttig. In plaats daarvan besloot de Stavka de aanval naar het westen te verleggen, naar Jelnja en Smolensk.

### Jelnja-offensief
Het Jelnja-Dorogoboezj-offensief werd beschouwd als de sleutel tot Smolensk en Wehrmachttroepen creëerden een zwaar versterkte defensieve positie rond Jelnja. In de riviervlaktes langs de Desna en de Oegra werden mijnenvelden aangelegd en kanonnen werden op heuveltoppen met uitzicht over de stad geplaatst.
De Sovjetlegers, die de Duitse versterkingen in de gaten hadden, werden tussen 20 en 27 augustus versterkt met artillerie en tanks.
De aanval begon op 28 augustus door de 10e garde, het 21e en 33e leger ondersteund door drie tankkorpsen en het 1e luchtleger. Deze legers waren actief in een frontgebied van slechts 36 km zodat sprake was van een hoge troepenconcentratie. Ze hadden echter voorraden en brandstof voor niet meer dan twee weken.
Sovjettroepen bewogen voorwaarts na een beschieting van 1,5 uur door artillerie en vanuit de lucht, waardoor de Wehrmachtlinies flinke schade werd toegebracht en het Rode Leger in staat werd gesteld een doorbraak over een breedte van 25 km te forceren. Aan het eind van de dag waren ze 6 – 8 km vooruit gekomen. Op 29 augustus trokken infanteriedivisies verder waardoor een saillant van 30 km lang en 12 – 15 km diep ontstond.
Om van deze doorbraak te profiteren werd de 2e garde tankkorps in de strijd gegooid. In een dag kwamen ze 30 km vooruit en bereikten de buitenwijken van Jelnja. De Wehrmacht kreeg geen tijd om te hergroeperen, het Rode Leger viel de stad aan en vormde een omsingeling. Op 30 augustus moesten de Duitsers onder zware verliezen Jelnja verlaten. Dit was het begin van een volledige terugtrekking van de Wehrmacht uit het gebied. Op 3 september hadden Sovjetstrijdkrachten de oostoever van de Dnjepr bereikt.

### Brjansk manoeuvre
Nabij Brjansk verliepen de acties even goed voor de Sovjetlegers, ondanks Duitse tegenstand. Een verrassend gemakkelijke inname van enkele heuvels die het Doebrovka-gebied noord van Brjansk beheersen, waarbij talrijke Duitse soldaten met totaal gebrek aan strijdlust werden gevangengenomen, vond Generaal Markian Popov opmerkelijk. Dit hield volgens hem in dat het Sovjet-offensief mogelijk niet langs deze richting werd verwacht.
Daarom werd de grens tussen het 1e Wit-Russische Front en het Sovjet Westelijk Front naar het zuiden verlegd, en twee "nieuwe" legers voerden een schaarbeweging bij Doebrovka en Brjansk uit, die de Duitsers dwong zich terug te trekken.
Rond 6 september kwam het offensief bijna tot stilstand, de Sovjets vorderden nog slechts 2 km per dag. Aan de rechterflank braken zware gevechten uit in de bossen bij Jartsevo. In het centrum stuitten de troepen op de defensielinies bij de Dnjepr. Aan de linkerflank vertraagden de Sovjet-divisies toen ze de bossen zuidwest van Jelnja bereikten. Bovendien waren ze op minder dan 60% van hun normale sterkte, vermoeid en door hun voorraden heen. Op 7 september werd het offensief stilgelegd.

## Derde deel (7 september – 2 oktober)
In de week van 7 – 14 september werden de Sovjetlegers opnieuw versterkt en bereidden weer een offensief voor. De volgende doelen van de Stavka waren de grote steden Smolensk, Vitebsk en Orsja. De acties werden op 14 september hervat met het Smolensk-Roslavl offensief. Na een voorbereidend artilleriebombardement trachtten de Sovjettroepen door de Wehrmachtlinies te breken.
In het noordelijk deel van deze aanvalssector creëerde het Rode Leger een saillant van 30 km breed en 3 – 13 km diep. Na vier dagen van gevechten namen Sovjetdivisies het dorp Doechovsjtsjina in, een andere sleutelpositie naar Smolensk.
Zuidelijk hiervan begon het offensief een dag later en was de doorbraak ook veelbelovend, met een saillant van 20 bij 10 km. Dezelfde dag werd Jartsevo, een spoorwegknooppunt bij Smolensk, door de Sovjets veroverd. Op de linkerflank van het Westelijk Front (het zuidelijkste deel) bereikten infanteriedivisies de rivier Desna, staken die over en vestigden enkele bruggenhoofden op de westoever.
Als gevolg kwamen de defensieve linies bij Smolensk bloot te staan aan omsingeling. Generaal Kurt von Tippelskirch, stafchef van het 4e Leger tijdens de Smolensk operatie en later commandant van het 4e Leger schreef:
"De eenheden van het Sovjetfront vielen de linkervleugel van het Duitse centrale leger op de Dorogoboezj-Jelnja linie aan met het doel een doorbraak richting Smolensk te bereiken. De saillant waarin het Duitse 9e leger zich bevond en die ver naar het oosten reikte was onhoudbaar."
Op 19 september hadden Sovjettroepen een gat van 250 kilometer lang en 40 kilometer breed in de Wehrmachtlinies geslagen. De volgende dag beval de Stavka dat het Westelijk Front Smolensk voor 27 september moest bereiken en daarna voortgaan naar Orsja en Mogilev. De noordelijkste sectie van het front moest Vitebsk voor 10 oktober innemen.
Na de oversteek over de Dnjepr op 25 september en straatgevechten die een hele nacht duurden, voltooiden Sovjettroepen de bevrijding van Smolensk. Dezelfde dag werd de eveneens belangrijke stad Roslavl ingenomen. Op 30 september waren de legers vermoeid en zonder voorraden, en bleven steken buiten Vitebsk, Orsja en Mogilev, die nog steeds in handen waren van de Wehrmacht. Op 2 oktober was de Slag bij Smolensk grotendeels voorbij. Een klein vervolg was nog het bevrijden van Nevel na twee dagen straatgevechten.
Gedurende de 20 dagen van deel 3 van het offensief kwamen de Sovjets 100 – 180 km vooruit. Hierna lag het front meer dan een half jaar vrijwel stil, Vitebsk werd pas eind juni 1944 bevrijd.

## Resultaat en gevolgen
De operaties bij Smolensk waren een zege voor de Sovjets en een pijnlijke nederlaag voor de Duitsers. De terreinwinst besloeg een breedte van 200 - 250 kilometer over een frontlengte van 400 km. De zege was om nog verschillende overige redenen belangrijk:
1. De Duitse troepen werden definitief verdreven van de toegangswegen naar Moskou. Deze dreiging was vanaf 1941 de belangrijkste zorg van de Stavka.
2. De Duitse linies, waarop de Duitse troepen vertrouwden, werden vrijwel geheel onder de voet gelopen. Er bleven nog wel een aantal linies over maar het was duidelijk dat ze niet blijvend waren. Na de oorlog schreven enkele Wehrmacht-officieren:"hoewel we aanvankelijk een aaneengesloten front hadden, was er geen twijfel dat de slechte conditie van onze troepen, de totale afwezigheid van reserves en het steeds langer worden van aanvoerlijnen het gevaar inhielden dat de volgende grote Sovjetaanval dit patchwork front zou doen instorten".[30]
3. Door de Smolensk Operatie werden 40 tot 55 Duitse divisies gebonden wat een belangrijk voordeel was voor het offensief bij de beneden-Dnjepr.
4. Het voorheen gesloten Duitse oostfront was nu in twee helften verdeeld door de uitgestrekte Pripjatmoerassen tussen Minsk en Kiev, waardoor Heeresgruppe Süd van Heeresgruppe Nord werd gescheiden.[31] De mogelijkheid om troepen en voorraden te verplaatsen van het ene deel naar het andere werd hierdoor zeer beperkt.[32]

Voor het eerst betraden Sovjettroepen gebied dat lange tijd bezet was geweest, en ontdekten oorlogsmisdaden begaan door SS Einsatzgruppen. In de gebieden die bij Smolensk werden bevrijd na een bezetting van bijna twee jaar, was bijna alle industrie en landbouw verdwenen. In de oblast Smolensk zelf was 3/4 van het stedelijk en de helft van het landelijk woongebied verwoest evenals veel fabrieken.
Na het offensief bleef het centrale deel van het Sovjet-Duitse front meer dan een half jaar stabiel, tot eind juni 1944. De belangrijkste gevechten verplaatsten zich naar de Dnjepr-linies en Oekraïne in het zuiden. Alleen in januari 1944 bewoog het meest noordelijk deel van het front toen de Duitse troepen bij Leningrad werden verdreven waarmee het 900 dagen durende Beleg van Leningrad geheel werd opgeheven. Ten slotte werd in de zomer van 1944 met Operatie Bagration in vrijwel de gehele USSR de Duitse bezetting verdreven en verschoof de oorlog naar Polen en Duitsland.